# 新千葉
新千葉（しんちば）は、千葉県千葉市中央区にある地名である。郵便番号は、260-0031。

## 概要
JR千葉駅から京成新千葉駅の間に所在し、千葉駅西口の駅前を形成する街である。また、千葉駅東口もロータリー部分までは新千葉の町域に属する。

## 世帯数と人口
2020年国勢調査によるの世帯数と人口は以下の通りである。
| 町丁   | 世帯数    | 人口    |
| ------ | --------- | ------- |
| 新千葉 | 1,390世帯 | 1,796人 |

## 小・中学校の学区
一丁目が千葉市立新宿小学校、二丁目と三丁目が千葉市立登戸小学校の学区に指定されている。中学校は全域が千葉市立新宿中学校の学区である。

## 交通

### 駅
- JR・千葉都市モノレール千葉駅
- 京成電鉄千葉線京成千葉駅はJR千葉駅と隣接しているが新町に所在する。
- 京成電鉄千葉線新千葉駅は登戸にあり、町境を挟んで至近の距離にある。